# Alfred Loisy
Alfred Firmin Loisy (28 de fevereiro de 1857 – 1.º de junho de 1940) foi um padre católico, professor e teólogo francês. É geralmente creditado como um fundador do modernismo teológico na Igreja Católica. Ele era um crítico das visões tradicionais da criação bíblica, e argumentava que o criticismo da Bíblia poderia ser utilizado para interpretar as Sagradas Escrituras. As suas posições o colocavam em conflito com os membros conservadores da igreja, incluindo os Papas Leão XIII e Pio X. Em 1893, ele foi demitido como professor do Instituto Católico de Paris. Os seus livros foram condenados pelo Vaticano e, em 7 de março de 1908, ele foi excomungado. Após sua excomunhão, ele se tornou um intelectual secular. Ele foi nomeado Presidente de História das Religiões no Collège de France em 1909 e serviu lá até se aposentar em 1931. Nesse cargo, ele continuou a desenvolver sua filosofia, descrevendo a religião cristã como um sistema de ética humanista ao invés de divino. Ele também desenvolveu seus estudos sobre as primeiras religiões e sua influência no Cristianismo. Ele nunca se retratou e morreu excomungado em 1940 em Ceffonds. 